# Ngân hàng thương mại cổ phần Hàng hải Việt Nam
Ngân hàng Thương mại Cổ phần Hàng Hải Việt Nam (viết tắt MSB hay còn được biết với thương hiệu cũ là Maritime Bank) là ngân hàng thương mại cổ phần được cấp giấy phép thành lập đầu tiên tại Việt Nam, được thành lập năm 1991 tại thành phố Hải Phòng.

## Tổng quan
Maritime Bank được thành lập vào ngày 12 tháng 7 năm 1991 tại Hải Phòng. Đến năm 2005, Ngân hàng chính thức chuyển Hội sở về Hà Nội.
Ngày 12 tháng 8 năm 2015, Maritime Bank chính thức nhận sáp nhập với Ngân hàng TMCP Phát triển Mê Kông, với giá trị tổng tài sản 123.000 tỷ đồng, vốn điều lệ 11.750 tỷ, mạng lưới gần 300 chi nhánh, phòng giao dịch và gần 500 máy ATM trên toàn quốc.
Tháng 1/2010, trước Tết Nguyên Đán Canh Dần 1 tháng, Maritime Bank áp dụng nhận diện bộ giao diện mới của nó với nội dung chủ yếu là màu đen cùng với hình ảnh màu trắng đỏ phía bên tay phải. Đây cũng là lần thứ 2 thay đổi về nội dung của nó (Trước 2010 là 100% sử dụng giao diện màu xanh).
Ngày 14 tháng 1 năm 2019, Maritime Bank lần thứ 3 chính thức áp dụng nhận diện thương hiệu logo mới với tên gọi MSB.
MSB có lần thứ 3 (từ năm 2020) là ngân hàng có khối lượng giao dịch ngoại tệ lớn nhất Việt Nam